# کردآباد (نور)
کردآباد، روستایی  از توابع بخش چمستان شهرستان نور در استان مازندران در ایران است.

## جمعیت
این روستا در دهستان ناتل‌رستاق قرار دارد و براساس سرشماری مرکز آمار ایران در سال 1385، جمعیت آن 1290 نفر (۲۹۲خانوار) بوده‌است.